# Mr Rock & Roll
«Mr Rock & Roll» es un sencillo por la cantante y compositora escocesa Amy Macdonald, lanzado el 16 de julio de 2007. Fue su primer sencillo después de una versión limitada de "Poison Prince", y fue lanzado en CD y vinilo. Llegó al número uno en Scottish Singles Charts y número 12 en Reino Unido. La canción es la primera en el álbum debut de Macdonald This Is the Life, y su sencillo más exitoso en Reino Unido hasta ahora. Esta canción fue presentada en el programa de BBC, Juegos Olímpicos 2008, dónde se tocó en los días de los eventos.

## Vídeo musical
El vídeo musical muestra a ella tocando la guitarra en una habitación blanca. Fotos de ella, un hombre y una mujer caminando en una ciudad también se ve.

## Lista de canciones
CD single
1. «Mr Rock & Roll»
2. «Somebody New»

7" single
1. «Mr Rock & Roll»
2. «What Is Love»

CD single - Europe
1. «Mr Rock & Roll»
2. «Somebody New»
3. «Let's Start a Band»

CD single - Germany
1. «Mr Rock and Roll»
2. «A Wish For Something More»
3. «Let's Start a Band»

Digital download
1. «Mr Rock & Roll»
2. «Mr Rock & Roll» (acoustic)

## Posicionamiento
| Lista (2007/2008)        | Posición máxima |
| ------------------------ | --------------- |
| European Hot 100 Singles | 41              |

### Lista de fin de año
| Lista (2008)         | Posición |
| -------------------- | -------- |
| German Singles Chart | 53       |